# Miasto niezależne
Miasto niezależne – miasto, które nie jest częścią administracji lokalnej (zob. samorząd terytorialny).
W Polsce miasta niezależne to miasta na prawach powiatu. W II RP miasta te były nazywane powiatami grodzkimi (termin ten jest niekiedy dalej nieformalnie stosowany w stosunku do miast na prawach powiatu).
Miasta niezależne na świecie to np. Bukareszt (w administracji Rumunii, "miasto wydzielone z okręgu"), Kopenhaga (tworząca Region Stołeczny), Londyn (Wielki Londyn) i Tokio (zob. Prefektury Japonii). 
Miasta niezależne nie należy mylić z miastami wolnymi.